# Raión de Cheremísinovo
El raión de Cheremísinovo (ruso: Череми́синовский райо́н) es un distrito administrativo y municipal (raión) ruso perteneciente a la óblast de Kursk. Se ubica en el noreste de la óblast. Su capital es Cheremísinovo.
En 2021, el raión tenía una población de 7804 habitantes.
El raión es limítrofe al norte con la óblast de Oriol. Por el oeste limita en una pequeña franja con el ókrug urbano de Shchigrý.

## Subdivisiones
Comprende el asentamiento de tipo urbano de Cheremísinovo (la capital, que forma un ayuntamiento urbano sin pedanías) y 98 localidades rurales. A efectos de autogobierno local (descentralización), estas últimas se agrupan en ocho asentamientos rurales, que reciben el nombre tradicional de selsovet (сельсовет), y que son los siguientes:
- "Krasnopolianski" (sede del ayuntamiento en Jmelévskaya)
- Mijáilovka
- Nizhenka (sede del ayuntamiento en Miasniánkino)
- Petrovo-Jútar
- "Pokrovkski" (sede del ayuntamiento en Selski Rogáchik)
- Rusánovo
- Stakánovo
- Uderevo

El actual mapa de autogobierno local data de varias fusiones de ayuntamientos que tuvieron lugar en 2010. Sin embargo, a efectos de división territorial de los órganos internos federales y de la óblast (desconcentración), se sigue dividiendo en los quince gobiernos locales que se habían definido en 2004, y que crearon sus ayuntamientos conforme a dicho mapa en 2006. Los seis selsovety que siguen existiendo como áreas administrativas, pero desde 2010 sin ayuntamiento, son:

- Stáryye Saviný (integrado en Krasnopolianski)
- Efrémovka (integrado en Krasnopolianski)
- Nóvyye Saviný (integrado en Krasnopolianski)
- Nizhneoljovatoye (integrado en Rusánovo)
- "Lipovski" (integrado en Mijáilovka)
- Isákovo (integrado en Stakánovo)